# Encarsia aleurothrixi
Encarsia aleurothrixi is een vliesvleugelig insect uit de familie Aphelinidae. De wetenschappelijke naam is voor het eerst geldig gepubliceerd in 1998 door Evans & Polaszek.